# Erwin Koler
Erwin Koler (* 13. Dezember 1949 in Imsterberg, Tirol) ist ein österreichischer Politiker. Er war von 2006 bis 2008 Bildungs- und Kulturlandesrat (ÖVP) des österreichischen Bundeslandes Tirol. 

## Ausbildung und Beruf
Erwin Koler besuchte die Volksschule in Imsterberg und wechselte danach ans Bischöfliche Gymnasium Paulinum in Schwaz, wo er die Matura ablegte. Nach dem Präsenzdienst begann Koler ein Studium der Rechtswissenschaft und promovierte 1974 zum Doktor. 
Seine Berufslaufbahn als Jurist startete Koler 1975 als Verwaltungsjurist bei der Bezirkshauptmannschaft Imst. Von Januar 1994 bis Dezember 2005 war er Bezirkshauptmann von Landeck. Zudem war Koler von 1973 bis 1976 Geschäftsführer des Fremdenverkehrsverbands. Seit 1996 ist Koler Obmann der Lebenshilfe Tirol im Bezirk Landeck und seit 2006 Amtsführender Präsident des Landesschulrates für Tirol.

## Politik
Zwischen 1980 und 1990 war Koler Gemeinderat in Imsterberg. Zwischen 2006 und 2008 fungierte er als Bildungs- und Kulturlandesrat in der Landesregierung van Staa II. Sein Ressort umfasste die Geschäftsfelder Bildung, Berufsschulen, Universitäten, Fachhochschulen und Kultur. Er wurde am 3. Jänner 2006 vom Tiroler Landtag angelobt, fand jedoch nach der Landtagswahl in Tirol 2008 keinen Platz im Regierungsteam des neuen Landeshauptmanns Günther Platter (Landesregierung Platter I).
Im Jahr 2010 erhielt Koler das Ehrenzeichen des Landes Tirol.

## Privates
Erwin Koler wurde als erster von drei Söhnen eines Eisenbahners und einer Hausfrau geboren. Er ist seit 1974 verheiratet und ist Vater von einem Sohn und einer Tochter († 2001). Er lebt in Mils bei Imst.